# Sten Feldreich
Sten Feldreich, né le 24 juillet 1955 à Stockholm, en Suède, est un ancien joueur suédois de basket-ball. Il évolue durant sa carrière au poste de pivot.

## Palmarès
- Champion de Suède 1979, 1981, 1982, 1983, 1986